# 幌 (石狩市)
幌（ぽろ）は北海道石狩市浜益区にある地名。浜益区の集落はそれぞれ日本海に注ぐ川の河口に形成されており、幌は幌川沿いにある。

## 地名の由来
当地を流れる現在の幌川のアイヌ語名、「ポロクンペッ（poro-kunpet）」が下略され名づけられた。
「ポロクンペッ（poro-kunpet）」の名称は「大きい・クンベツ川」という意味で、隣の群別地区を流れる現在の群別川のアイヌ語名、「ポンクンペッ（pon-kunpet）」（小さい・クンベツ川）」と対になっていた名称である。
下半の「クンペッ（kun-pet）」の意味については「小石・川」や「危ない・川」のような解釈がなされている。

## 歴史
1796年（寛政8年）、場所請負人の伊達林右衛門（初代）がマシケ（増毛）とハママシケ（浜益）の両場所を取り仕切るようになった。このとき林右衛門は、夏季のナマコ漁に用いるため、ポロクンベツに漁番屋を建てている。
1857年（安政4年）、伊達林右衛門（3代目）がポロクンベツから増毛山道を切り開く工事を始める。
1871年（明治4年）、浜益を直轄地とした開拓使は、手始めに村落の名称の選定を行った。このとき「ポロクンベツ」は「幌」と改称され、南隣の群別、北隣の床丹と合わせて群別村を構成するようになった。
1877年（明治10年）、開拓使は果樹栽培の奨励を目的として、浜益村にリンゴやサクランボなどの苗木を無償で交付した。浜益村はこの苗木を近隣の希望者に配り分け、幌への配布は全体の54パーセントを占めた。浜益の果樹園の多くはニシン漁の網元の経営であり、ヤン衆（出稼ぎ漁師）が漁のない時期に果樹園で働き、肥料には鰊粕が用いられた。
1896年（明治29年）に茂生警察分署が執り行った調査によると、幌は浜益郡の首村である茂生に次ぐ繁栄の地で、商店が海浜に連立し、巡査駐在所や寺院説教所などが設けられていたという。
1913年（大正2年）、北海道庁から浜益にリンゴの苗木が交付され、このときも幌が全体の54パーセントを受け取った。幌には果樹の栽培を専業とする農家が現れていたからである。大正から昭和の初めにかけて浜益で盛んとなった果樹栽培は、戦時下になると人手不足や食糧生産の優先を原因として見る影もなく衰退していったが、幌では十数園が踏みとどまって経営を続け、終戦後に再び果樹の需要が増加するまで命脈をつないだ。
2023年（令和5年）になっても、幌には3戸の果樹園が残っていた。浜益の中で幌だけ果樹栽培が続いた理由としては、一帯が幌川によって形成された小規模な扇状地であることが挙げられる。「きむら果樹園」4代目の木村武彦は「地面を掘ると石だらけ。水はけがよく、果樹栽培に適した場所だ」と語っている。

## ギャラリー

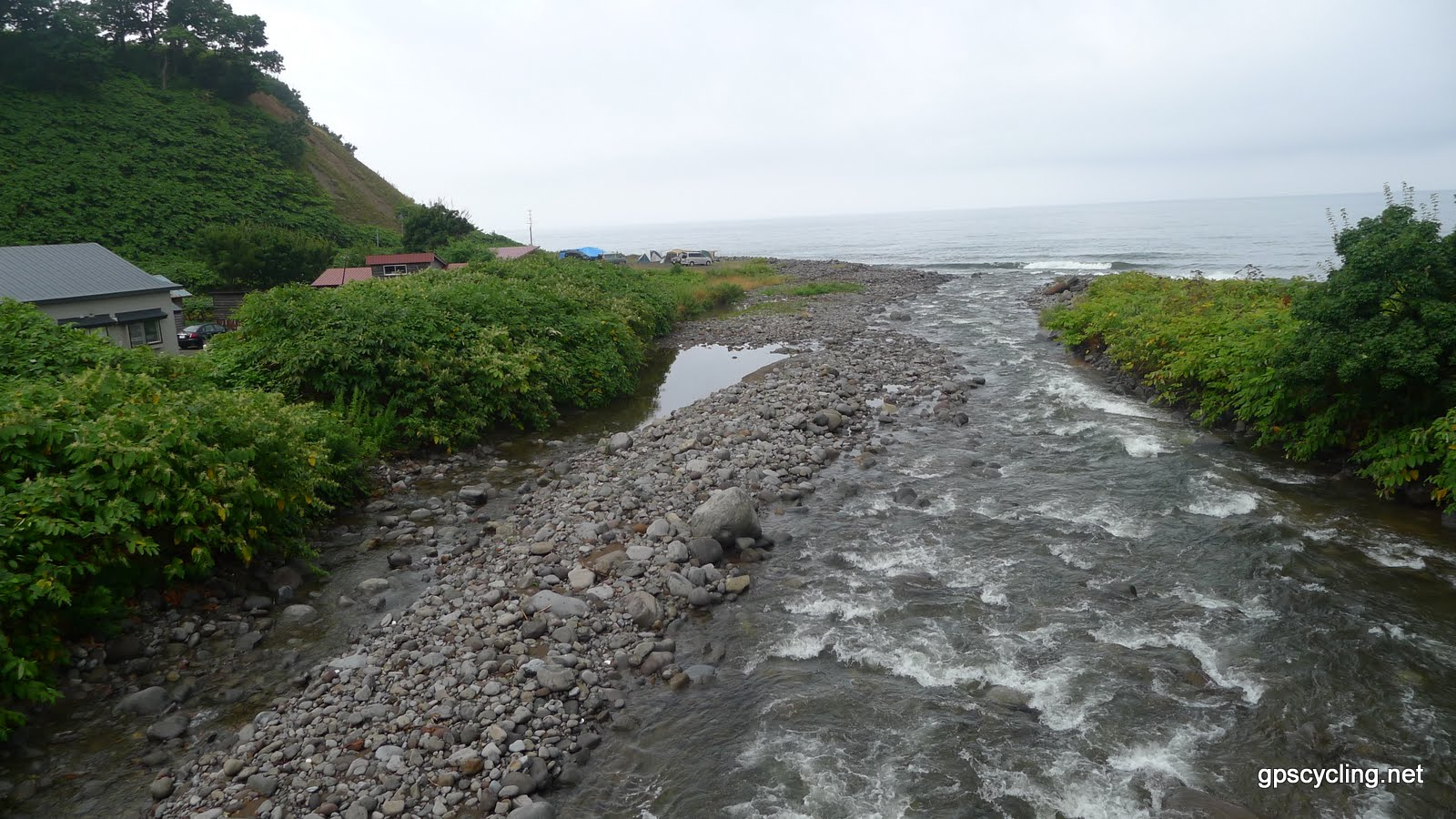
幌川
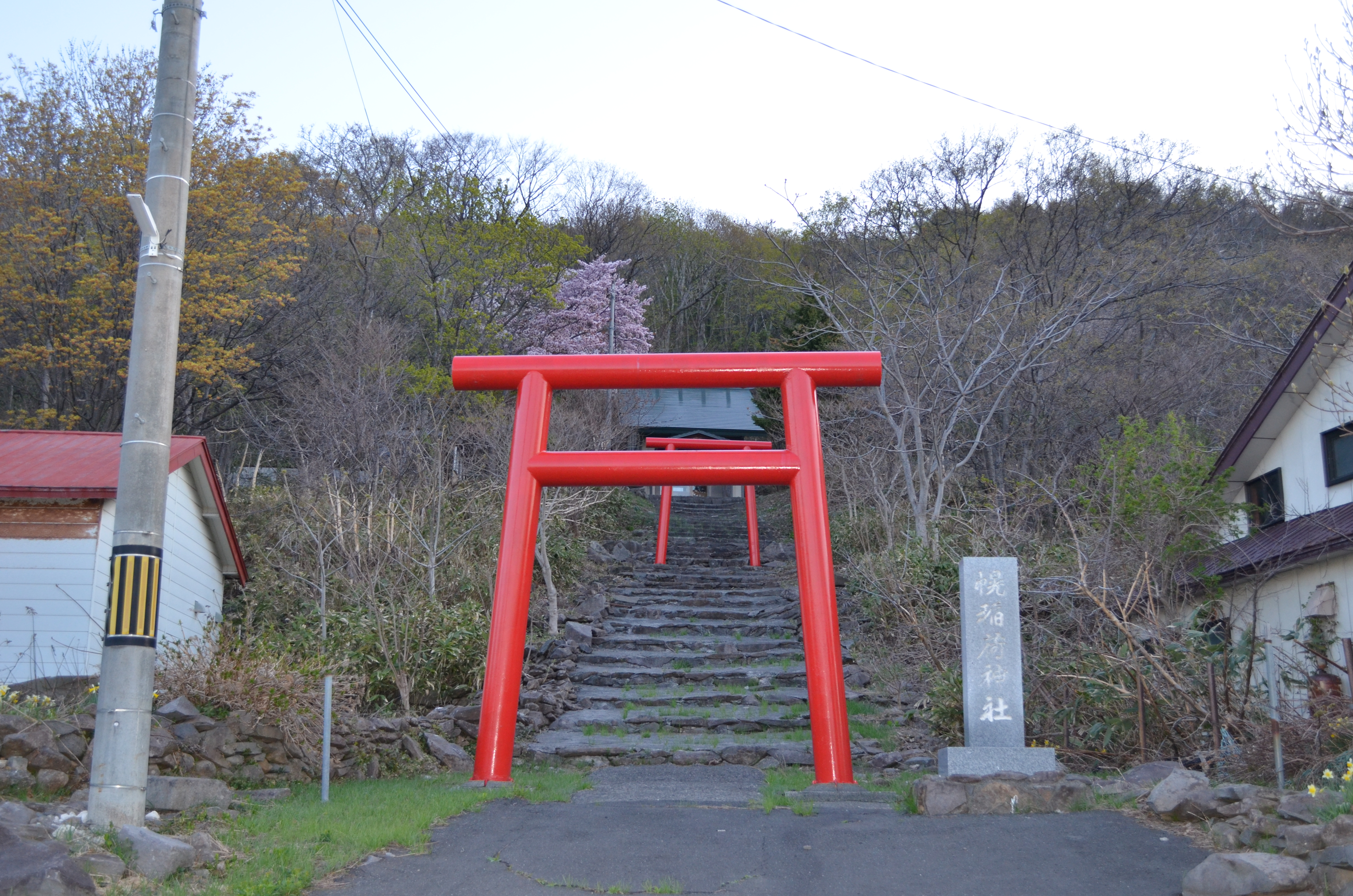
幌稲荷神社
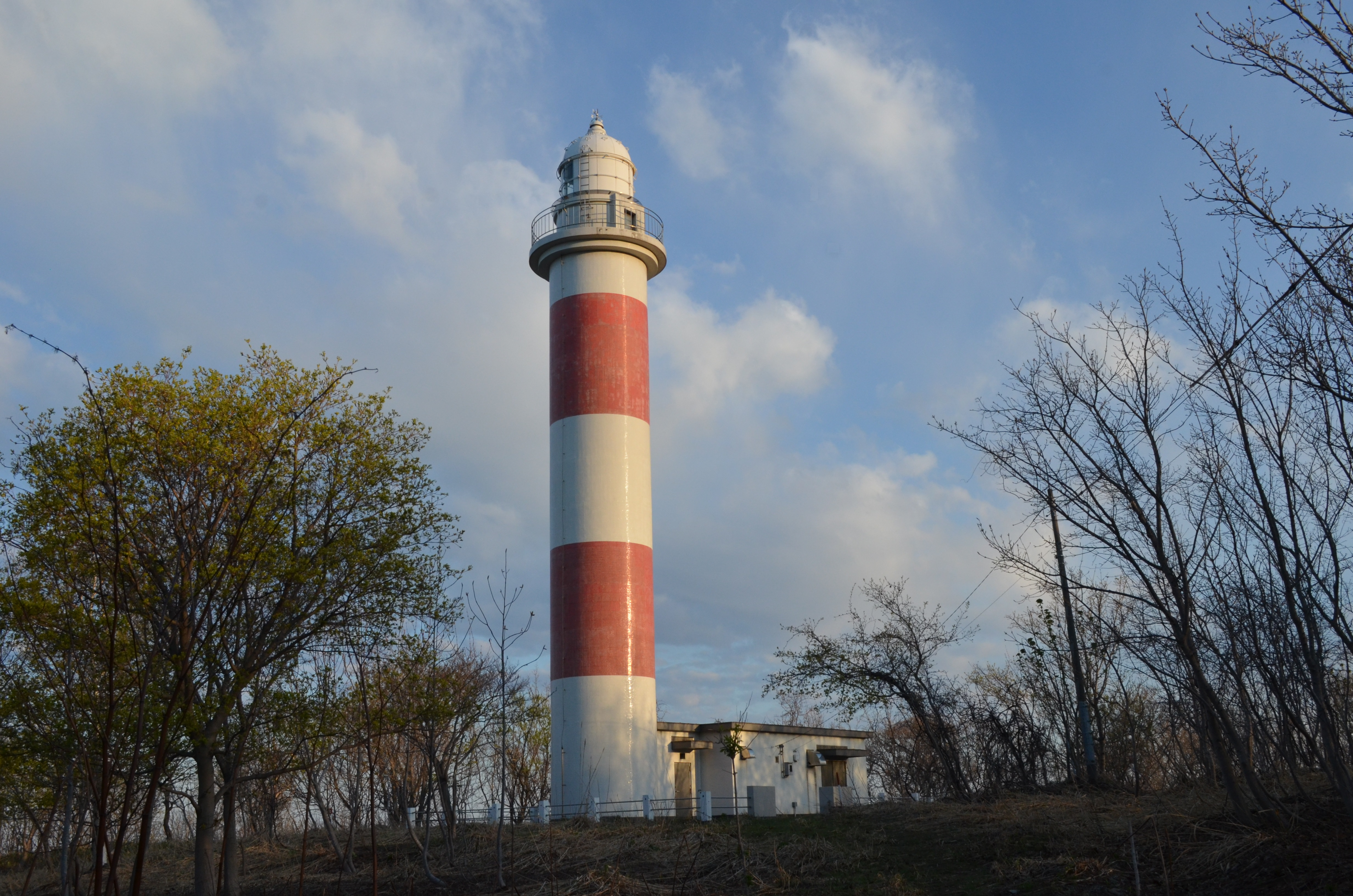
幌灯台
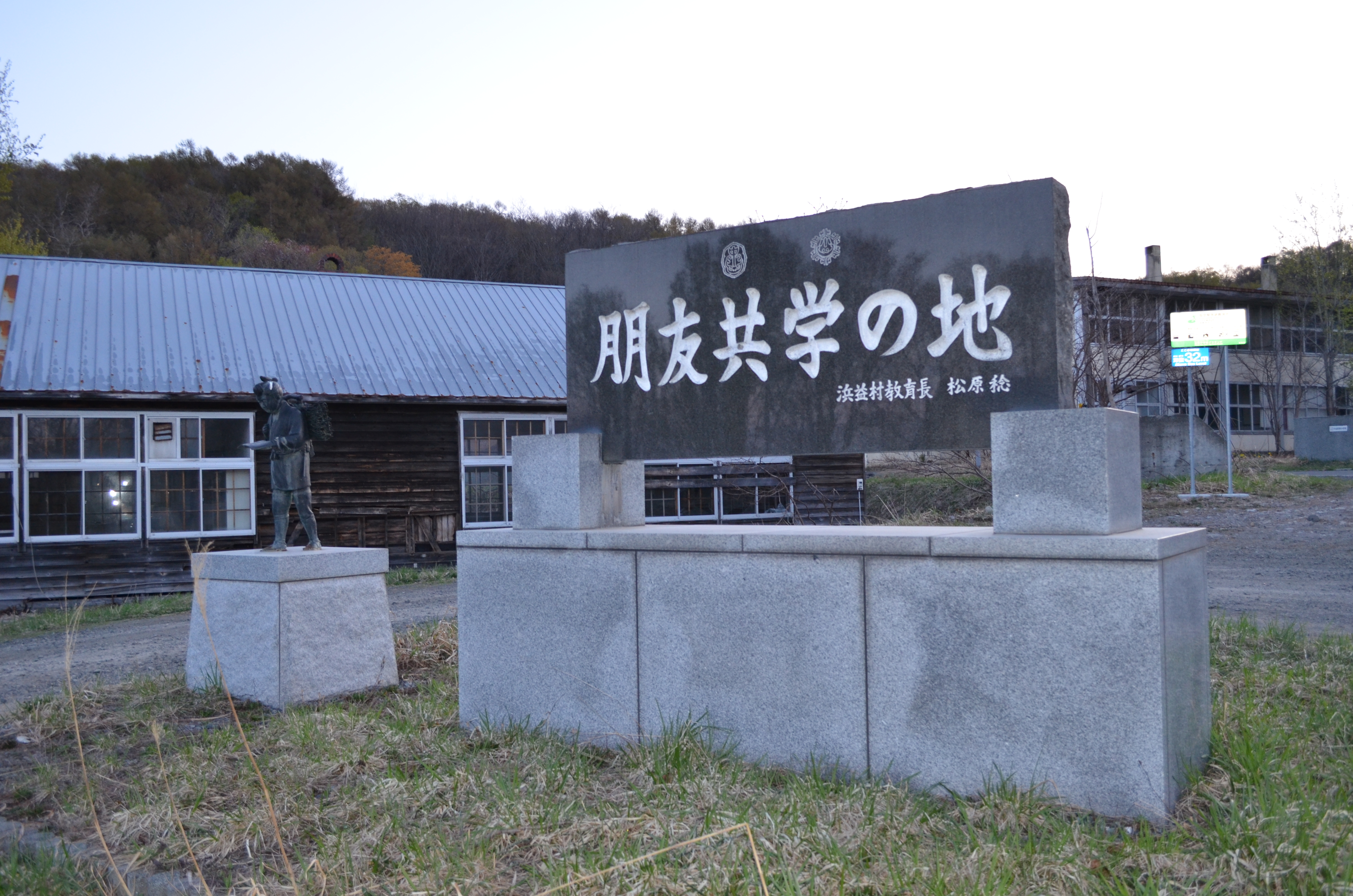
幌中学校・浜益北部小学校 閉校記念碑